# Saved
Saved -en español: Salvados- es el vigésimo álbum de estudio del músico estadounidense Bob Dylan, publicado por la compañía discográfica Columbia Records en junio de 1980. Supuso el segundo álbum de Dylan tras su conversión al cristianismo, ya explorado en su álbum predecesor, Slow Train Coming. Cada canción en el álbum remarca la nueva fe de Dylan y bebe influencias de la música góspel. A diferencia del anterior, las críticas se cebaron con Saved debido a sus canciones dogmáticas y a los altisonantes arreglos.
Precedido por críticas generalmente negativas de la prensa musical, Saved obtuvo resultados comerciales variables según el país. Mientras en el Reino Unido se alzó hasta el puesto tres en la lista de discos más vendidos, manteniendo la tendencia de sus anteriores trabajos, en los Estados Unidos solo llegó al puesto veinticuatro de la lista Billboard 200, su peor posición desde el lanzamiento de Another Side of Bob Dylan casi veinte años antes.
En el 2020 el álbum fue ubicado en el puesto 76 de los 80 mejores álbumes de 1980, por la revista Rolling Stone.

## Grabación
Las sesiones de grabación de Saved fueron realizadas en los Muscle Shoals Sound Studio de Sheffield (Alabama) durante el mes de febrero de 1980. Con la producción de Jerry Wexler y Barry Beckett, presentes en la grabación de Slow Train Coming, Dylan formó un grupo integrado por el guitarrista Fred Tackett, el teclista Spooner Oldham, el pianista Terry Young, el bajista Tim Drummond y el batería Jim Keltner. El 11 de febrero, durante la primera sesión, el grupo grabó varias versiones de «Convenant Woman» que fueron archivadas. Al día siguiente, Dylan consiguió grabar tomas maestras de «Solid Rock», «Saved», «What Can I Do For You?» y «A Satisfied Mind», incorporadas finalmente al álbum. Las canciones contaron también con la presencia de las coristas Clydie King, Regina Havis y Mona Lisa Young.
Las sesiones de Saved evolucionar rápidamente, con pocas tomas grabadas cada día. Otras dos canciones, «Saving Grace» y «Pressing On», fueron grabadas el 13 de enero, mientras que al día siguiente, en la cuarta sesión del álbum, Dylan consiguió obtener tomas maestras de «In The Garden» y «Are You Ready?». La quinta y última sesión fue dedicada a «Covenant Woman», grabada en una sola toma.

## Recepción
Tras su publicación, Saved obtuvo en general malas reseñas de la prensa musical. Stephen Thomas Erlewine de Allmusic escribió: «Si Saved hizo algo, fue probar que el cristianismo renacido de Slow Train Coming no era una moda pasajera, y que, de hecho, significaba algo importante para Dylan. Si significaba algo significante para su público era harina de otro costal, ya que es aquí donde su religión eclipsa su música, convirtiendo el álbum en un sermón para un público que ciertametne no está convertido, ni lo estará. Y si Slow Train Coming lo encontró en un pico bastante creativo de composición y estuvo apoyado pro una banda flexible, aquí resulta en canciones rutinarias y el respaldo sigue su ejemplo, lo que resulta en su disco más plano». Por otra parte, Robert Christgau escribió en su reseña para Village Voice: «En caso de que se lo pregunte, Slow Train Coming no era el álbum de Jerry Wexler, ni del antiguo R. Zimmerman, o de Jesucristo. Era de Mark Knopfler. De todos modos, el primer destello de fe es el más profundo. Que Bobby nunca fideicomise las hermanas del alma de nuevo». En una crítica algo más favorable, Kurt Loder de la revista Rolling Stone comentó: «El único milagro que vale la pena aquí es el triunfo artístico de Dylan sobre el tema dogmático. Musicalmente, Saved puede ser su álbum más alentador desde Desire, sin embargo, no es tan bueno como podría haber sido. Dylan no tiene muchas posibilidades de convertirse en el blanco André Crouch, o incluso en el próximo Roy Acuff, y no solo porque le falta el equipo vocal, sino porque Bob es muy inventivo, demasiado grande para el género. Porque es Dylan».
A nivel comercial, Saved fue también uno de los menores éxitos de Dylan en los Estados Unidos. El álbum alcanzó el puesto veinticuatro en la lista Billboard 200, su peor registro desde el lanzamiento de Another Side of Bob Dylan en 1964. Además, sus ventas fueron inferiores a trabajos anteriores, por lo que se convirtió en el primer disco de estudio del músico —junto a su primer disco homónimo— en no obtener una certificación de ventas de la RIAA. Los sencillos extraídos de Saved, «Solid Rock» y la homónima «Saved», corrieron peor suerte al no entrar en la lista Billboard Hot 100. No obstante, Saved obtuvo mejores resultados en el Reino Unido, donde llegó al puesto tres de la lista UK Albums Chart y fue certificado como disco de plata por la BPI al superar las 60 000 copias vendidas en el país. El álbum también llegó al top 10 en las listas de discos más vendidos de otros países europeos como Noruega y Suecia, donde alcanzó los puestos cinco y nueve respectivamente.

## Diseño de portada
La portada de Saved muestra una pintura de Tony Wright en la que Dios tiende su mano para tocar las de los creyentes. Aun así, la portada fue sustituida por una imagen de Dylan sobre un escenario para reparar la imagen religiosa del álbum y adaptarla a la tendencia artística del músico. De todos modos, en futuras reediciones volvería a utilizarse la portada original.
En las notas que acompañan al álbum, se puede leer: «He aquí que vienen días, dice Yavé, en que yo concluiré con la casa de Israel y la casa de Judá una alianza nueva (Jeremías, 31:31)».

## Lista de canciones
Todas las canciones escritas y compuestas por Bob Dylan excepto donde se anota. 
| Cara A |                          |                |          |  |
| N.º    | Título                   | Escritor(es)   | Duración |  |
| 1.     | «A Satisfied Mind»       | Hayes/Rhodes   | 1:57     |  |
| 2.     | «Saved»                  | Drummond/Dylan | 4:00     |  |
| 3.     | «Covenant Woman»         |                | 6:02     |  |
| 4.     | «What Can I Do For You?» |                | 5:54     |  |

| Cara B |                  |          |  |
| N.º    | Título           | Duración |  |
| 5.     | «Solid Rock»     | 3:55     |  |
| 6.     | «Pressing On»    | 5:11     |  |
| 7.     | «In The Garden»  | 5:58     |  |
| 8.     | «Saving Grace»   | 5:01     |  |
| 9.     | «Are You Ready?» | 4:41     |  |

## Personal
| Músicos - Bob Dylan: voz, guitarra, armónica y teclados - Carolyn Dennis: coros - Tim Drummond: bajo - Regina Havis: coros - Jim Keltner: batería - Clydie King: coros - Spooner Oldham: teclados - Fred Tackett: guitarra - Monalisa Young: coros - Terry Young: teclados y coros | Equipo técnico - Barry Beckett: productor - Gregg Hamm: ingeniero de sonido - Bobby Hata: masterización - Mary Beth McLemore: ingeniero asistente - Arthur Rosato: fotografía - Jerry Wexler: productor - Paul Wexler: supervisión en masterización - Tony Wright: diseño de portada |

## Posición en listas
| País           | Lista                   | Posición |
| -------------- | ----------------------- | -------- |
| Alemania       | Media Control Charts    | 41       |
| Austria        | Ö3 Austria Top 40       | 14       |
| Estados Unidos | Billboard 200           | 24       |
| Noruega        | VG-lista Top 40 Albums  | 5        |
| Nueva Zelanda  | New Zealand Music Chart | 3        |
| Países Bajos   | Mega Albums Top 100     | 31       |
| Reino Unido    | UK Albums Chart         | 3        |
| Suecia         | Albums Top 60           | 9        |